# 김진태 (만화가)
김진태(1968년 3월 8일 - )는 대한민국의 만화가이다.

## 활동
한국외국어대학교 스페인어과에 재학 중 학보에 4단만화 《외고집》을 연재했으며, 1988년 음악신문에 《음악기행》을 연재하면서 데뷔했다. 1989년 호산문화사 주최 주간만화 카툰 부문 신인상을 수상했다. 1990년 주간만화에 《스커트 밑의 극장》을 연재하면서 이름을 알리기 시작했고, 1991년 역시 주간만화에 연재한 《대한민국 황대장》으로 자기 스타일을 확립했다. 한국의 대표적인 개그만화가로 다양한 소재와 장르를 소화해내는 작가로 알려져 있다.
《음악기행》에서 음악을, 《스커트 밑의 극장》에서 속옷을, 《대한민국 황대장》에서 슈퍼히어로를 다루는 등 작품마다 변화무쌍한 소재를 채용하여 인지도를 넓혔고, 이후 같은 작품으로 공중파 코미디 프로그램 진출, 《시민쾌걸》로 스포츠신문 장기연재를 실현했다.
슈퍼히어로(황대장 시리즈, 《시민쾌걸》, 《영웅열공전》), 조폭물(《굿모닝 보스》), 홈드라마(《하드보일드 뉴패밀리》), 미스터리 음모론(《보글보글》, 《2급비밀》), 직장 시트콤(《체리체리 gogo》, 《바나나걸》), 동물만화(《엔터 더 팻》), 의학 드라마 (《왕십리 종합병원》), 교도소 영화(《호텔 캘리포니아》), 사극(《사또 IN DA HAUS》) 등등 다양한 테마와 코드를 넘나들며 독특한 풍자와 웃음으로 인기를 모았다. 길창덕, 신문수, 윤승운을 잇는 한국 명랑만화의 마지막 계승자로, 작가 본인도 아동용 만화를 발표할 때는 '명랑 만화가'로 자기를 소개한다.
황가두, 마귀, 깍귀, 치타 선배 등 개성 넘치는 캐릭터들을 다수 배출했으며 작품 내용에 따라 이들 캐릭터를 전혀 다른 배역으로 다시 출연시켜 세계관을 이어 나가는 '김진태 월드'를 형성하고 있다. 개그작가이면서도 순간 순간 웃기는 것에만 주력하지 않고 긴 호흡속에 캐릭터들의 개성을 모두 살려내는 능력으로 평가받고 있다. 국내에서 본격적으로 패러디 만화를 개척한 선구자로 평가받기도 하지만 작가 본인은 '패러디란 극의 중간에 잠깐 삽입해 흐름을 부드럽게 해주거나 캐릭터를 유쾌하게 돋보이도록 해주는 역할로만 사용'하며, 패러디가 이야기의 흐름을 방해하는 것을 경계하고 있다.

## 학력
- 서울전농초등학교 졸업, 1980년.
- 전농중학교 졸업, 1984년.
- 청량고등학교 졸업, 1987년.
- 한국외국어대학교 스페인어과 문학사, 1994년.

## 대표작

### 연재 만화
- 《음악기행》 - 1988년, 《음악신문》 연재. 실질적인 데뷔작.
- 《샐러리맨 24시》 - 1988년, 《만화 선데이》 연재.
- 《스커트 밑의 극장》 - 1990년, 《주간만화》 연재.
- 《다락방 아몽》 - 1990년, 《소년만화 탱크》 연재.
- 《대한민국 황대장》 - 1991년, 《주간만화》 연재. 단행본 전1권.
- 《그건 말야...!》 - 1993년, 《보물섬》 연재.
- 《TV TV》 - 1993년, 《댕기》 연재.
- 《신한국 황대장》 - 1993년 9월 8일자~1995년 7월 《보물섬》 연재.

제1권 - 1998년 10월 31일 / 제1화~제7화
제2권 - 1998년 10월 31일 / 제8화~제14화
제3권 - 1998년 12월 24일 / 제15화~제21화
제4권 - 1998년 12월 24일 / 제22화~제27화(제23화부터 《빅보물섬》으로 잡지명이 변경되었으며 월간으로 발행 형식 변경)
제5권 - 1999년 1월 29일 / 제28화~제34화(마지막회)
《대한민국 황대장》의 속편으로, 대한민국 황대장의 아들 신한국 황대장이 주인공이다. 성인만화였던 전편과는 달리 아동용 명랑만화로 기획된 작품.
연재 당시 SBS의 코미디 프로그램이었던 '웃으며 삽시다'에서 《정재환의 대한민국 황대장》이라는 코너로 각색되었으나 주인공 이름이 황대장이라는 것 말고는 공통점이 거의 없는데 이 코너 주인공 정재환은 91년 가을 SBS 이적 뒤《대한민국 황대장》등 MBC 시절 잘 하지 않던 콩트 코미디에만 집중 투입됐고 그 결과 함께 자리를 옮긴 KBS 출신의 최양락 이봉원 뿐 아니라 신동엽 홍록기 등 SBS에서 키운 신인들한테 밀려 용도폐기됐으며 《대한민국 황대장》 이후 MC로 전업했고 이 코너가 자신의 처음이자 마지막 슬랩스틱 코미디 출연작이 됐다. 해당 코너의 주제가 가사가 만화 극중에서 인용되었으며 '웃으며 삽시다'를 홍보하는 대사도 나왔다. 단행본 제4권에는 이 장면 아래에 '연재 당시에는 만날 수 있었으나 지금은 못 만납니다!'라는 안내문이 추가되었다.
잡지 연재 자체는 무사히 마쳤으나 출판사의 복잡한 사정 때문에 단행본 완간이 늦어졌다. 《신한국 황대장》의 첫 번째 단행본은 육영재단 BS코믹스에서 2권까지 출간되었으나 이후 1996년 9월 《보물섬》 폐간과 함께 다음권 발매가 중단되었다. 이후 1998년에 서울문화사에서 나머지 연재분을 추가한 단행본을 발매함으로써 전5권으로 완간되었다. 위에 기재한 단행본 정보는 서울문화사판을 기준으로 한 것이다.
- 《하드보일드 뉴 패밀리》 - 1994년, 《영점프》 연재. 단행본 전2권.

제1권 - 1995년 8월 6일, 서울문화사
제2권 - 1995년 10월 16일, 서울문화사
- 《굿모닝 보스》 - 1996년, 《영점프》 연재. 단행본 전4권.

제1권 - 1996년 6월 7일, 서울문화사
제2권 - 1996년 10월 8일, 서울문화사
제3권 - 1997년 3월 26일, 서울문화사
제4권 - 1997년 8월 29일, 서울문화사
- 《대마왕》 - 1996년, 《소년챔프》 연재. 단행본 전4권.

제1권 - 1997년 3월 12일, 도서출판 대원
제2권 - 1997년 4월 23일, 도서출판 대원
제3권 - 1997년 6월 27일, 도서출판 대원
제4권 - 1997년 9월 22일, 도서출판 대원
- 《보글보글》 - 1997년, 《영점프》 연재. 단행본 전3권

제1권 - 1998년 3월 21일, 서울문화사
제2권 - 1998년 5월 27일, 서울문화사
제3권 - 1998년 10월 31일, 서울문화사
- 《체리체리 gogo》 - 1997년, 《나인》 연재. 단행본 1권~ (미완)

제1권 - 1999년 11월 4일, 서울문화사, ISBN 8970999191(1998년 1월호~1999년 9월호 연재본 수록)
나인물산의 신입사원 고체리가 직장 사람들과 함께 벌이는 유쾌한 이야기.
'나약하고 소심한 성격 때문에 회사 생활에서 늘 치이는 여성들을 위한 스트레스 해소용 만화'로써 기획했다고 한다.
- 《시민쾌걸》 - 1999년 3월 11일~2004년 10월 9일 《스포츠투데이》 연재. 단행본 32권.

2002년 네티즌이 뽑는 제1회 독자만화대상에서 시사·풍자 부문 수상.
- 《시민의 왕국》 - 《AM7》 및 엠파스 온라인 연재. 전 57화 완결.

《시민쾌걸》의 스핀오프 작품으로 일부 캐릭터를 공유하지만 내용상 관련은 없다. 게재지 사정으로 조기종료.
- 《왕십리 종합병원》 - 2000년, 주간만화잡지 《부킹》 연재. 단행본 전4권.

제1권 - 2000년 6월 22일, 학산문화사, ISBN 9788952900951
제2권 - 2000년 10월 16일, 학산문화사, ISBN 9788952904195
제3권 - 2001년 3월 28일, 학산문화사, ISBN 9788952910318
제4권 - 2001년 8월 16일, 학산문화사, ISBN 9788952915559
- 《호텔 캘리포니아》 / 2002년, 《Na》 연재. 전 29화. 2005년 제2회 부천만화상 일반만화 부문 수상작.[8]

단행본 전1권 - 2005년 2월 10일, 도서출판 열린책들, ISBN 9788932905914
- 《엔터 더 팻》 - 야후! 코리아 온라인 연재. 전 152화 완결.
- 《코리아 후라이드 코믹[깨진 링크(과거 내용 찾기)]》 - 이코믹스 온라인 연재. 전 54화 완결.
- 《2급비밀》 - 야후! 코리아 온라인 연재, 이코믹스로 옮겨 연재 재개 (미완)
- 《바나나걸》 - 네이버 웹툰 2005년 12월 8일~2007년 5월 9일 온라인 연재. 전 87화 완결.
- 《바나나걸 시즌2》 - 일간스포츠 온라인 연재. 시즌1의 프리퀄. 완결.
- 《사또 IN DA HAUS》 - 단행본 1권~ (미완)

제1권 - 2008년 9월 9일, 학산문화사 & (사)한국만화출판협회, ISBN 9788925817491
GS25에서 판매하는 편의점용 만화책 '2030 코믹스' 시리즈로 발매. 편의점 버전으로는 10회까지 발매되었으나 단행본에는 7회까지만 수록.
- 《와일드 와일드 워커스》 - 네이버 웹툰 2010년 4월 5일~2010년 11월 8일 온라인 연재. 전 32화 완결.

《팝툰》 27호(2008년 4월 1일)~60호(2010년 1월 25일)까지 연재하였으나 게재지 휴간으로 일시 중단. 이후 네이버 웹툰으로 옮겨 완결.
- 《사랑과 슬픔의 피맛골》 - 2009년, 《카툰마니아》 제1호~제6호 연재.
- 《시스터즈》 - 《머니투데이》 2010년 3월 2일~2011년 2월 10일 온라인 연재. 전 55화 완결.
- 《영웅열공전》 - 네이버 웹툰 2011년 3월 21일~ 2013년 11월 24일 온라인 연재. 전 141화 완결.
- 《굿모닝 보스》 - 네이버 웹툰 2013년 3월 19일~ 온라인 연재중. 동명 연재만화의 리메이크 작품으로, 모바일웹 환경을 의식한 스마트툰 형식으로 구성.

### 중·단편 만화
- 〈굴욕과 슬픔의 여행기〉 - 《팝툰》 32호(2008년 6월 15일)
- 〈S라인 뱀파이어〉

### 학습만화
- 《황대장의 탐정특급》 (글/ 우리기획) - 1999년 12월 20일, 대교출판, ISBN 9788939512429

《신한국 황대장》의 등장인물들이 추리 퍼즐을 풀면서 과학 원리를 가르쳐주는 학습도서. 우리기획의 텍스트 스토리와 김진태의 만화로 구성.
- 세계 추리 명작 만화 시리즈
  - 1. 《셜록 홈즈》 (원작/ 아서 코난 도일) - 2003년 1월 5일, 시공사, ISBN 9788952720337
    - 〈빨간머리 연맹〉, 〈바스커빌가의 개〉, 〈푸른 다이아몬드〉 수록.

  - 2. 《브라운 신부》 (원작/ G.K.체스터튼) - 2003년 6월 10일, 시공사, ISBN 9788952720405
    - 〈푸른 십자가〉, 〈플랑보의 마지막 범죄〉, 〈태양신의 눈〉, 〈공포의 책〉 수록.

  - 3. 《에큘 포와르》 (원작/ 애거서 크리스티) - 2003년 9월 30일, 시공사, ISBN 9788952733931
    - 〈요리사의 실종〉, 〈유언장을 찾아라!〉, 〈이집트 무덤의 모험〉 수록.
- 《논술고수들이 꼭 읽어야 할 세계명작 33》 (해설/ 전성건) - 2005년 7월 25일, 마더텅, ISBN 9788991161627
- 《과학특파원 황당맨》 - 《과학동아》 2010년 12월~2012년 3월 연재. 전 16화.
- 《으랏차차 삼국유사》 (원작/ 일연, 감수/ 한양대 고운기 교수)
  - 제1권 - 2010년 3월 8일, 비룡소, ISBN 9788949195216
  - 제2권 - 2010년 6월 22일, 비룡소, ISBN 9788949195223
  - 제3권 - 2011년 7월 29일, 비룡소, ISBN 9788994629032
  - 제4권 - 2012년 5월 21일, 비룡소, ISBN 9788994629049
  - 제5권 - 2012년 10월 11일, 비룡소, ISBN 9788994629056

2012 부천만화대상 어린이 만화상 수상작. 전 5권 완간.
- 《만화 최창조의 풍수 강의》 (글/ 최창조)
  - 제1권 - 2015년 3월 10일, 비룡소, ISBN 9788965482390

### 정책 홍보만화
- 김진태의 개그터치 - 문화체육관광부 공감코리아 게재.
  - 잠깐만요 - 2008년 3·4월호
  - 주부 9단 - 2008년 5·6월호
  - 여름 패션 제안 - 2008년 7·8월호
  - 획기적 에너지 - 2008년 9·10월호
  - 한식사랑 연구소 - 2008년 11·12월호
  - 바람의 화백 - 2009년 1·2월호
- 릴레이 만화 '이야기 만발' - 문화체육관광부 공감코리아 게재.
  - 군대의 손바닥 - 2008년 1·2월호